# Nesoryzomys fernandinae
Nesoryzomys fernandinae is een zoogdier uit de familie van de Cricetidae. De wetenschappelijke naam van de soort werd voor het eerst geldig gepubliceerd door Hutterer & Hirsch in 1979.

## Voorkomen
De soort komt voor in Ecuador.